# 푸에르타 데 에우로파

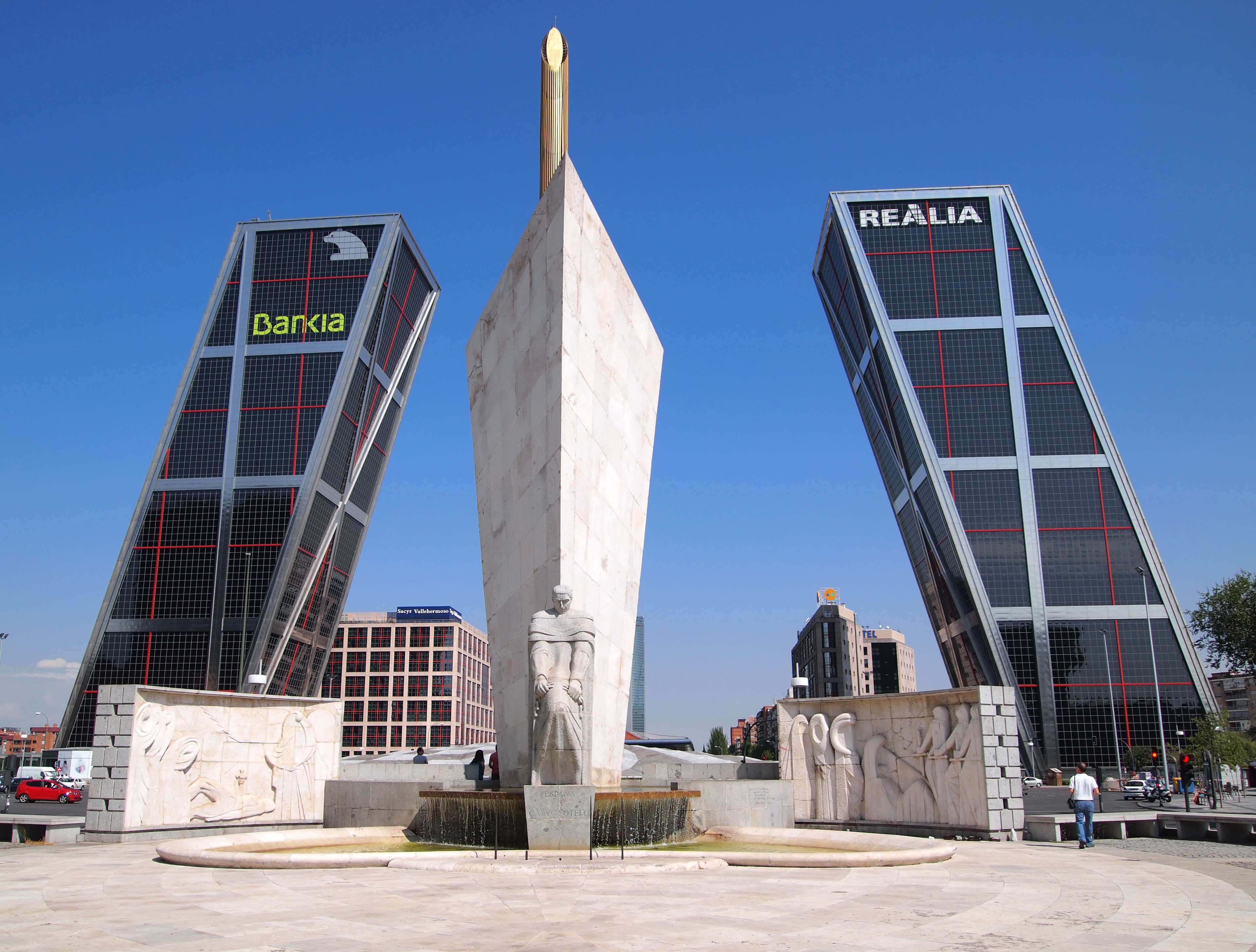
푸에르타 데 에우로파

푸에르타 데 에우로파(스페인어: Puerta de Europa), 게이트 오브 유럽(영어: Gate of Europe) 또는 KIO 타워(스페인어: Torres KIO, 영어: KIO Towers)는 스페인 마드리드에 있는 트윈 타워이다. 마드리드를 남북으로 관통하는 카스텔라나 거리 (Paseo de la Castellana)의 북단 부근 길거리에서 2개의 탑이 마주보고 있다.